# Jan Lodewijk Willem de Geer van Jutphaas

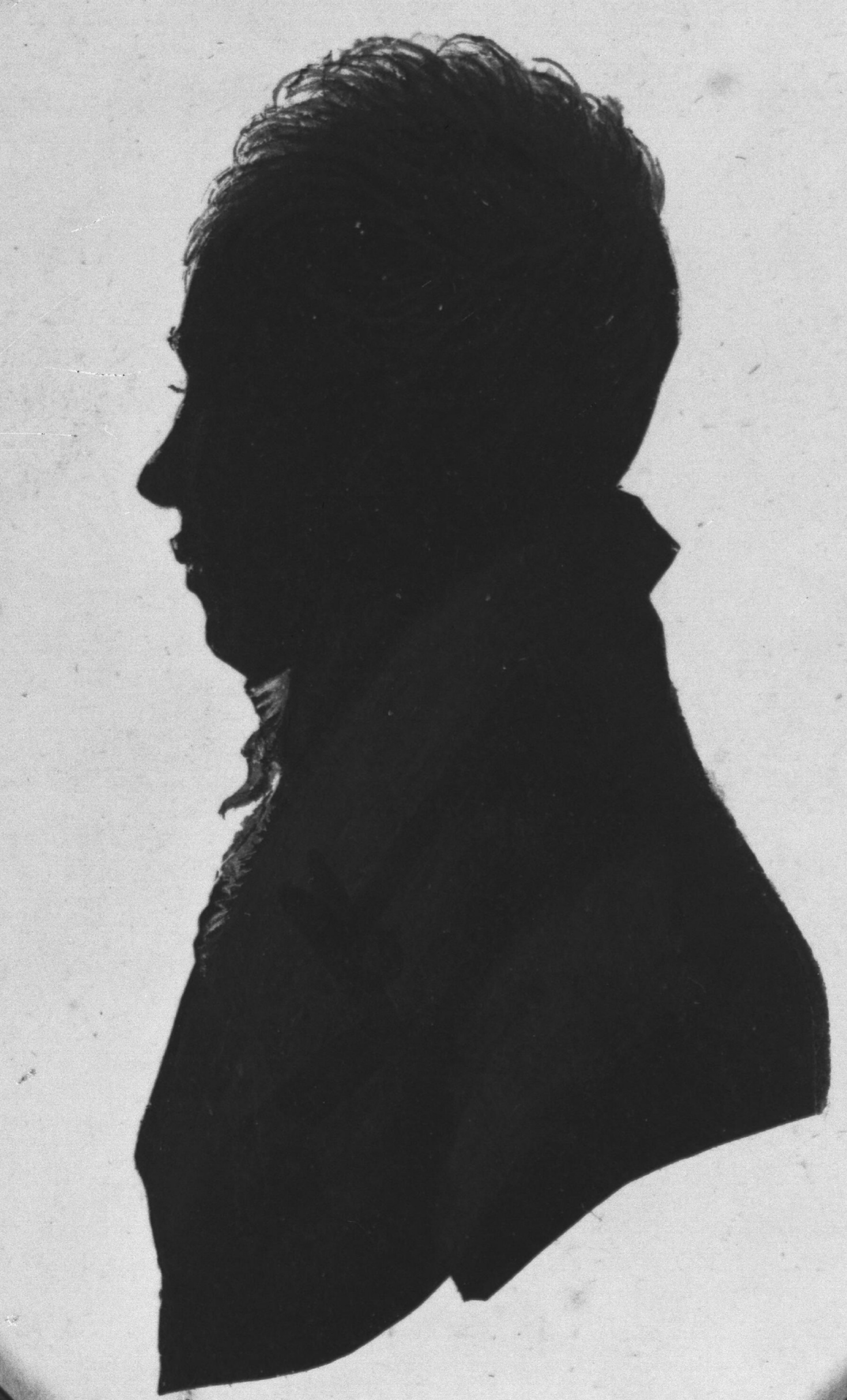
Portret van Jan Lodewijk Willem de Geer van Jutphaas, tussen 1800 en 1824, kunstenaar onbekend.

Jan Lodewijk Willem baron de Geer van Jutphaas (Utrecht, 14 november 1784 – aldaar, 3 november 1857) was een Nederlands politicus en griffier van de Tweede en Eerste Kamer der Staten-Generaal.

## Leven
Hij werd geboren in Utrecht, waar hij rechten en letteren studeerde en in 1810 in het laatste vak promoveerde. Bij de bevrijding van Nederland in 1813 werd hij lid van de voorlopige regering van Utrecht. Achtereenvolgens was hij in 1814 secretaris van de commissie van hoger onderwijs, in 1815 commies van Staat bij de Raad van State en secretaris bij het Departement van onderwijs, kunsten en wetenschappen, in 1817 griffier van de Tweede Kamer en in 1842 van de Eerste Kamer. Hij vroeg in 1850 zijn ontslag.

## Werk
- Politices Platonicae principia (Utrecht 1810)
- Antecedenten. Tweede kamer der Staten-Generaal 1817-'34 (Den Haag 1837)
- Toevoegsels 1840 (Den Haag 1840)
- Nieuwe toevoegsels (Den Haag 1842)
- Lodewijk de Geer (1587-1652). Een bijdrage tot de handelsgeschiedenis van Amsterdam in de 17e eeuw (Den Haag 1834, 2e dr. 1841, 3e dr. Utrecht 1852)

Ook vertaalde hij enkele boeken: Axel, een legende uit het Noorden (naar het Zweeds van Tegner; Den Haag 1834, herdrukt 1842); Christus (naar het Zweeds van Killegrew; Den Haag 1842); en Christenzangen (Den Haag 1842, 2e dr. Utr. 1858).